# Sóc lùn nhiệt đới Tân thế giới
 Sóc lùn nhiệt đới Tân thế (danh pháp hai phần: Sciurillus pusillus), là một loài sóc rất nhỏ có tại Nam Mỹ. Nó là thành viên còn sinh tồn duy nhất của chi Sciurillus cũng như của phân họ Sciurillinae. Nó sinh sống trong các rừng mưa vùng đất thấp của Brasil, Guyana thuộc Pháp, Guyana và Suriname.
Bảng dưới đây liệt kê ba phân loài được công nhận của Sciurillus pusillus, cùng với các từ đồng nghĩa liên kết với mỗi phân loài:
| Subspecies      | Authority          | Synonyms |
| --------------- | ------------------ | -------- |
| S. p. pusillus  | E. Geoffroy (1803) | không    |
| S. p. glaucinus | Thomas (1914)      | hoehnei  |
| S. p. kuhlii    | Gray (1867)        | không    |